# Walking on the Chinese Wall
Walking On The Chinese Wall est une chanson écrite par Roxanne Seeman et Billie Hughes. Elle est un single et la chanson-titre de l'album solo de Philip Bailey en 1984,.Roxanne Seeman et Billie Hughes se sont réunis juste après le retour de Roxanne de Chine et lui du Japon. Sentiment inspiré par l'Orient, Billie Hughes demanda à Roxanne d'écrire quelque chose de « chinois » pour une nouvelle pièce qu'il a composé. Après avoir marché sur la Porte Nord de la Grande Muraille, en dehors de Pékin, Roxanne Seeman a écrit ces paroles. S'inspirant de ses études d'arts et de littérature Chinoise, Roxanne Seeman fait référence, au Yi Jing et Le Rêve dans le pavillon rouge, l'un des quatre grands romans classiques chinois,,,.
Phil Collins et ses musiciens habituels ont collaboré avec Philip Bailey pour sa réalisation, on y retrouve ainsi le guitariste Daryl Stuermer, le bassiste Nathan East ainsi que les Phenix Horns. Collins a produit cet album en plus d'y jouer de nombreux instruments, de la batterie aux claviers, en passant pas le Linn Drum et les chœurs.
En 1998, Sony Allemagne a sorti la compilation de Philip Bailey intitulée Walking On The Chinese Wall.

## Contexte
Selon les remarques de Phil Collins, "Philip Bailey a eu beaucoup de critiques pour avoir été produit par un producteur blanc. Il y avait cette paranoïa que l'album ne serait pas joué par des stations noires . C'est la raison pour laquelle j'étais sur la vidéo de Easy Lover, puisque que je savais que ce ne serait pas un succès si c'était juste Philip Bailey seul."

## Accueil critique
Joe Brown du Washington Post a commenté: "L'esprit de Earth, Wind and Fire va encore plus loin dans ce deuxième effort solo de Philip Bailey, guidé magistralement par Phil Collins qui ne semble pas pouvoir faire un faux pas ces jours-ci. Le fausset de Bailey s'envole de manière éthérée sur le mur scintillant de Collins de percussions exotiques et de textures électroniques". Avec une note de 3 étoiles sur 5, James Henke de Rolling Stone a déclaré: "Ce n'est pas aussi funky qu'Earth, Wind and Fire, mais c'est cent fois plus attrayant." Gary Graff de Detroit Free Press a écrit: "Le chanteur de Earth, Wind & Fire, Philip Bailey fait un pari sage en enrôlant Collins pour produire et jouer sur son album. Outre un duo fort, "Easy Lover", les performances élèvent la qualité de l'album au-dessus d'une écriture incohérente. "Lou Papineau de The Boston Globe a trouvé que "c'est un album sympathique et peu exigeant de struts uptempo et de ballades chaleureuses."

## Personnel
- Philip Bailey – chant, chœurs
- Phil Collins – chœurs, batterie, LinnDrum, claviers
- Daryl Stuermer – guitares
- Nathan East – basse
- Lesette Wilson – claviers
- Josie James – chœurs
- The Phenix Horns
  - Don Myrick – saxophone
  - Louis Satterfield – trombone
  - Rahmlee Michael Davis – trompette
  - Michael Harris – trompette
- Tom Tom 84 – arrangements des cuivres

## Production
- Producteur - Phil Collins
- Ingénieur - George Massenburg
- Ingénieurs adjoints - Steve Chase, Judy Clapp, Murray Dvorkin et Tom Perry.
- Direction artistique et design - Tony Lane et Nancy Donald
- Photographie de couverture - Ellen Land-Weber et Randee St. Nicholas
- Gestion - Gestion Cavallo, Ruffalo et Fargnoli.

## Vidéo
La vidéo de cette chanson a été réalisée par Duncan Gibbons. Elle a été filmée dans le sud de la Californie.

## Classement
| Pays                                | Classement |
| ----------------------------------- | ---------- |
| US Billboard Hot 100                | 46         |
| US Hot R&B/Hip-Hop Singles & Tracks | 56         |

,,

## Émissions en direct
- American Bandstand (1985)
- Black Gold Awards (1986)
- Solid Gold (1985)
- The Today Show (1985)

Un clip de la performance live de Bailey est apparu dans “Dick Clark's American Bandstand's 33-1/3 Celebration”.

## À la télévision
- Summer Rock 'n Roll de Dick Clark
- ESPN Beach spécial
- Fantastico Brésil

## Autres versions
- Young Talent Team du programme de variete televise australien, Young Talent Time a enregistré une reprise d’album sur leur version Young Talent Team Now and Then 15th Anniversary.
- L'artiste/danseur italien Indiana a publié une version en espagnol produite par Christiano Malgioglio au cours de l'été 1992.
- Le groupe d'Eurodance Double You a inclus une version de danse de Walking On The Chinese Wall sur l'album 1990.